# William Brooke O'Shaughnessy
William Brooke O’Shaughnessy, född i oktober 1809 i Limerick, död 8 januari 1889 i Southsea i Hampshire, var en irländsk läkare. 
Han tjänstgjorde på 1840-talet som professor i kemi vid Medical College of Calcutta. I Calcutta blev O’Shaughnessy intresserad av den folkliga användningen av cannabis och började experimentera på hästar, getter, kor och apor. När han fann att biverkningarna var få, övergick han till människor. Han upptäckte då att cannabispreparaten var till hjälp vid reumatism. Han fortsatte sina försök och rapporterade att cannabis även lindrade smärtor och andra symptom vid kolera, stelkramp och epilepsi. Därför tog han med sig ett större parti cannabisprodukter vid ett besök i England 1842. O’Shaughnessy överlämnade varorna till apotekaren Peter Squire.